# Zoom (Franco Ricciardi)
Zoom è il sedicesimo album in studio del cantautore italiano Franco Ricciardi, pubblicato nel 2011. 
All'interno sono presenti brani in lingua Italiana Rap duettati con Ivan Granatino e con la collaborazione dei Co'Sang.

## Tracce
1. Stand-By (feat. Co'Sang Ivan Granatino) – 3:10
2. We like you (feat. Marsica e Ivan Granatino) – 3:03
3. Fragile – 3:32
4. Bandita – 3:07
5. Così distanti – 3:41
6. A mezzanotte (feat. Ivan Granatino) – 3:07
7. La mano de Dios (feat. Ivan Granatino) – 2:54
8. Malammore (feat. Ntò) – 3:06
9. Te la canterò (feat. Thieuf) – 3:33
10. L'amore fa così – 3:32
11. Senza tracce – 2:56
12. Miez'a via (feat. Ivan Granatino) – 3:02
13. A storia 'e Maria (feat. Ivan Granatino) – 3:14